# 県道111号 (台湾)
県道111号（けんどう111ごう）は、台北市中正区台北府城小南門から新北市新店区中興橋を結ぶ、全長7.558kmの台湾の県道である。

## 通過する自治体
- 台北市
  - 中正区
- 新北市
  - 永和区
  - 中和区
  - 新店区

## 接続する道路
- 台3線
- 市道106号
- 県道110号

## 施設
- 台北府城小南門
- 台北捷運綠線小南門站
- 博愛特區
- 總統官邸
- 郵政博物館
- 台北捷運橘線頂溪站
- 樂華夜市
- 台北捷運橘線永安市場站
- 興南夜市